# Ernest Gugenheim
Pour les articles homonymes, voir Gugenheim.
Ernest Simha Gugenheim, né le 22 janvier 1916 à Westhoffen en Alsace et mort le 22 mars 1977 à Paris est un rabbin français. Grand-rabbin, professeur puis directeur au Séminaire Israélite de France, il est l’une des figures éminentes du judaïsme français.

## Éléments biographiques
Ernest Gugenheim est issu d’une vieille famille juive alsacienne qui compte de nombreux rabbins et érudits. Il naît à Westhoffen, où son père Max Gugenheim officie comme rabbin. Sa mère Marta Meier, originaire de Baden (Suisse), meurt alors qu’il est âgé de quatre ans.
Son père, diplômé du séminaire rabbinique Hildesheimer de Berlin, est son premier maître et l’éduque dans la voie de la Torah im derekh eretz prônée par le rabbin Samson Raphael Hirsch. Le jeune Ernest entre en 1933 au Séminaire israélite de France à Paris (SIF), sous la direction de Maurice Liber. En janvier 1938, âgé de vingt-deux ans, il part en Lituanie étudier à la yeshiva de Mir. Il décrit abondamment dans ses lettres à son maître ses expériences quotidiennes dans un monde effacé depuis par la Shoah.
Huit mois plus tard, il est rappelé par son père qui pressent l’imminence d’un nouveau conflit entre la France et l’Allemagne. Mobilisé peu après son arrivée, il est fait prisonnier en 1940 et passe toute la guerre dans un stalag réservé aux prisonniers juifs, également alsaciens pour la plupart. Il y assume pleinement ses fonctions officieuses de dirigeant spirituel jusqu’à sa libération, lors de l’armistice de 1945.
Nommé professeur de Talmud et de droit rabbinique au séminaire rabbinique, Gugenheim y rencontre en 1947 sa future épouse, Claude-Annie Dalsace qui avait été acceptée à l’École de Liturgie et Pédagogie qui venait de s'ouvrir (pour cinq élèves) et qui ne devait durer que deux ans. Il assume ces fonctions jusqu’à sa mort, dirigeant en outre le séminaire par intérim de 1949 à 1951 jusqu'à la nomination du Grand-rabbin Henri Schilli.
Il est nommé directeur de cette institution en 1977, quelques jours avant son décès.
Ernest Gugenheim est responsable éditorial des Chantiers du Rabbinat, enseigne à l’École Yabné, et est membre du tribunal rabbinique, traitant de points de droit matrimonial et civil, avant d’être responsable des conversions au judaïsme. En 1966, il est nommé Chevalier de la Légion d'honneur.
Ernest Gugenheim a six enfants dont le grand-rabbin Michel Gugenheim, directeur du Séminaire Israélite de France, puis, Grand-Rabbin de Paris, le rabbin Jean-Jacques Gugenheim établi à Jérusalem, et le rabbin Dr Daniel Gugenheim qui a épousé la fille du Grand-rabbin Emmanuel Chouchena. Il est aussi l’oncle du grand rabbin Alexis Blum, rabbin de la synagogue de Neuilly de 1988 à 2009 et du rabbin Daniel Gottlieb (1939-2010), rabbin de la synagogue de la rue de Montevideo dans le 16e arrondissement de Paris, de 1967 à 2002.
Ernest Gugenheim meurt des suites d'une longue maladie causée par une tumeur au cerveau le mardi 27 mars 1977 au matin à Paris. Il est inhumé dans le cimetière de sa ville natale.

## Œuvre
Son œuvre traite de Halakha mais comprend également les traductions de classiques du judaïsme et des contributions à l’Encyclopædia Universalis. Sa correspondance a été éditée par sa femme et ses enfants en 2006.

### Publications
- Le Judaïsme dans la vie quotidienne, Albin Michel, 1992, 234 p. (ISBN 978-2-226-05868-3)
- Le Judaïsme dans la vie quotidienne, tome II, études et responsa, Albin Michel, 2002 (posthume), 367 p. (ISBN 978-2-226-13326-7)
- Les portes de la loi, études et responsa, Albin Michel, 1982, 379 p. (ISBN 978-2-226-01464-1)

### Traductions
- La Michna, tome I, Berakhoth, Les Chantiers du Rabbinat, 1968
- La Tora avec Rachi, tome V, Le Deutéronome, ESLO, 2002

### Articles encyclopédiques
Le Grand-Rabbin Gugenheim a rédigé pour l’Encyclopedia Universalis les articles :
- « Rabbin »
- « Rachi (Salomon ben Isaac dit, 1040-1105) »
- « Shema »
- « Tossephta ou Tosefta »
- « Yeshivot ou Yeshibot »

Histoire du Judaïsme de 135 à nos jours in Histoire des religions Tome II, sous la direction de Henri-Charles Puech, (Encyclopédie de La Pléiade, vol. 34), Paris, Gallimard, 1973, p. 697-748.

### Autres
- Lettres de Mir : D'un monde de Tora effacé par la Shoah, Biblieurope, 2006, 163 p. (ISBN 978-2-84828-051-6)
- Léa Marcou, « La condition de la femme dans le judaïsme - interview de M. le Grand Rabbin Ernest Gugenheim »